# كوتن أيفي
كوتن أيفي هو سياسي أمريكي، ولد في 13 مايو 1930 في مقاطعة ديكاتور في الولايات المتحدة. انتخب عضو مجلس نواب تينيسي ‏.